# Aitkenvale (Queensland)
Aitkenvale è un sobborgo di Townsville, Queensland, Australia. Ha una popolazione di 4 790 abitanti.